# Atterrissage d'urgence

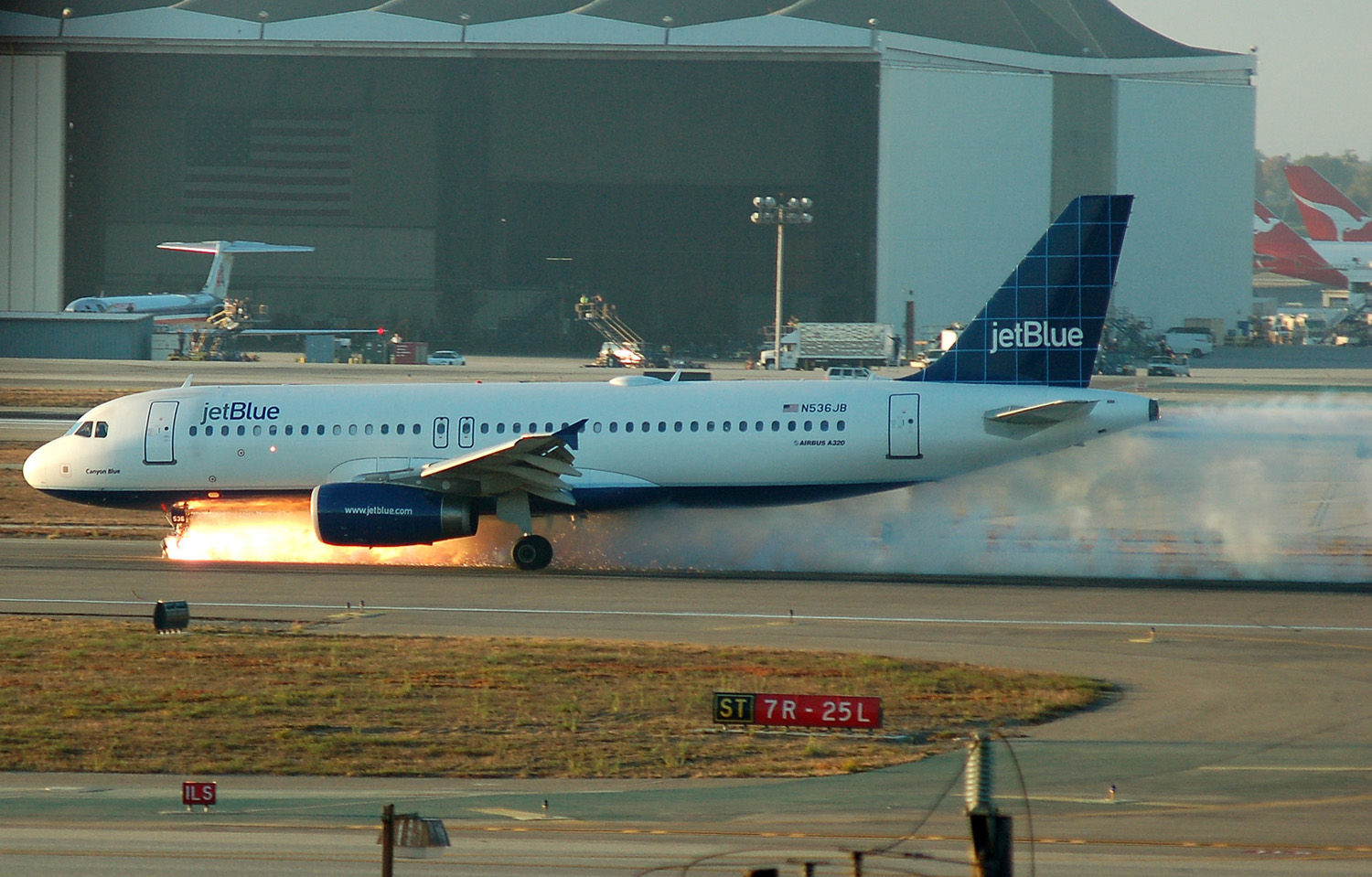
Un avion de ligne Airbus A320 réalisant un atterrissage d'urgence à cause d'un problème de train d'atterrissage en 2005.

Un atterrissage d'urgence est l'atterrissage d'un aéronef en réponse à un problème qui soit interfère avec le fonctionnement de l'appareil, soit concerne une urgence médicale soudaine nécessitant son détournement à l'aéroport le plus proche.

## Motifs et exemples
L'atterrissage d'urgence peut être rendu nécessaire par une défaillance de moteur, comme dans le cas du vol 3519 Aeroflot, dont un moteur pris feu peu après le décollage, ou dans le cas du vol 751 Scandinavian Airlines où les deux moteurs sont tombés en panne. Un atterrissage d'urgence peut aussi être provoqué par la perte des systèmes hydrauliques, comme dans le cas du vol 232 United Airlines en 1989, ou par une décompression explosive dans le cas du vol 5390 British Airways.